# Vibrissomyia oroyensis
Vibrissomyia oroyensis là một loài ruồi trong họ Tachinidae.